# Johanna Martzy
Johanna Martzy, née le 26 octobre 1924 à Timișoara en Roumanie et morte le 13 août 1979 à Zurich, est une violoniste hongroise.

## Carrière
Née en Transylvanie, Johanna Martzy étudie le violon à Timișoara (Temesvár) avec Josef Brandeisz (1896-1978) avant de suivre à l'Université de musique Franz-Liszt de Budapest les cours de Jenő Hubay.
Violoniste virtuose, elle remporte en 1947 le Concours de Genève et signe un contrat chez Deutsche Grammophon. Elle enregistre surtout dans les années 1950 : les concertos pour violon de Johann Sebastian Bach et de Wolfgang Amadeus Mozart avec Eugen Jochum, le concerto d'Antonín Dvořák avec Ferenc Fricsay.
Elle enregistre ensuite chez EMI les sonates et partitas pour violon solo de Bach, les concertos de Johannes Brahms et de Felix Mendelssohn avec Paul Kletzki. Elle enregistre aussi avec Wolfgang Sawallisch, mais les enregistrements restent longtemps inédits. Ses démêlés avec Walter Legge la poussent à quitter la maison de disques EMI.
Elle a aussi joué de la musique de chambre en trio avec Étienne Hajdu et Paul Szabo. Elle a enregistré seule ou avec le pianiste Leon Pommers des œuvres de Beethoven, Igor Stravinsky, Béla Bartók, Karol Szymanowski.
En 1959, l'orchestre philharmonique tchèque refuse de jouer avec elle lors du Festival d'Édimbourg. Les musiciens l'accusent d'avoir soutenu le régime de Miklós Horthy, mais il s'avère qu'elle était internée en Autriche en 1944-1945, lors de la dictature fasciste.
En 1960, elle se marie avec Daniel Tschudi, un éditeur et collectionneur suisse. Soumise à de nombreuses difficultés, Johanna Martzy disparaît de la scène, et meurt d'un cancer en 1979.

## Enregistrements
- J.S. Bach: Sonates & Partitas pour violon seul (EMI/Columbia, 1954-55)
- Brahms: Concerto pour violon - avec Paul Kletzki (EMI/Columbia, 1954)
- Mendelssohn: Concerto pour violon / Beethoven: 2 Romances - avec Paul Kletzki (EMI/Columbia, 1955)
- Mendelssohn: Concerto pour violon / Mozart: Concerto pour violon n° 3 - avec Wolfgang Sawallisch (EMI/Columbia, 1954)
- Schubert: Sonates D 384, 385 & 408, Sonate "Grand Duo", Rondeau brillant, Fantaisie D 934 - avec Jean Antonietti (EMI/Columbia, 1955)

## Source
- Johanna Martzy (Violin)